# Waco (Miniserie)
Waco ist eine US-amerikanische Miniserie von den Gebrüdern John Erick Dowdle und Drew Dowdle aus dem Jahr 2018. In den USA wurde sie vom 24. Januar bis zum 28. Februar 2018 beim Streaminganbieter Paramount+ veröffentlicht. Die deutschsprachige Fassung wurde dort am 24. August 2023 veröffentlicht.

## Handlung
Die Serie behandelt die direkte Vorgeschichte bis hin zur 51-tägigen Belagerung und Erstürmung des Anwesens Mount Carmel der Branch Davidians in der Nähe von Waco im US-Bundesstaat Texas am 19. April 1993. Dabei nimmt die Serie beide Perspektiven ein, die der Branch Davidians und die der US-Bundesbehörden Bureau of Alcohol, Tobacco, Firearms and Explosives und Federal Bureau of Investigation und konzentriert sich dabei auf die wahren Personen David Koresh, Judy und Steve Schneider, David Thibodeau, Rachel Koresh und Michele Jones auf der einen Seite und Gary Noesner, Mitch Decker und Tony Prince vom FBI auf der einen Seite.
Für den geschichtlichen Kontext wird anfangs auf Ruby Ridge eingegangen, eine im August 1992 stattgefundene tödliche Belagerung zwischen der Familie von Randy Weaver und den US-Bundesbehörden United States Marshals Service (USMS) und dem FBI im Norden von Idaho, die bundesweit für Aufsehen sorgte und für erhebliche Bedenken hinsichtlich des Einsatzes von Gewalt durch Bundesvollzugsbehörden sorgte. Er führte wenige Monate später zu Anhörungen im US-Kongress, ob der Auflösung des ATF (die eine Unterbehörde des Justizministeriums ist) und Untersuchungen zu den Handlungen des USMS und des FBI bzw. dessen Hostage Rescue Team und FBI Crisis Negotiation Unit (siehe: The Ruby Ridge Report). Dieser Vorfall verstärkte die regierungsfeindlichen Stimmungen unter bestimmten Gruppen und trug zur wachsenden Milizbewegung in den Vereinigten Staaten während der 1990er Jahre bei, was wiederum die Vorgeschichte hin zur Belagerung und Erstürmung von Mount Carmel in Waco ist. Trotz der internen wie politischen Untersuchungen in Washington, D.C. und öffentlichen Kritik an den Vorfällen in Ruby Ridge, wurde das Hostage Rescue Team (HRT) von Ruby Ridge unter derselben Führung auch nach Waco einberufen, wo sich HRT-Kommandant Richard Rogers oft über den Befehlshaber vor Ort hinwegsetzte. Im Anschluss an Waco veranlasste das Justizministerium eine Untersuchung, die im Juni 1994 einen 542-seitigen Bericht über das Vorgehen des HRT in Ruby Ridge und Waco erarbeiteten, der u. a. zu veränderten Verhaltensregeln führte (siehe: Report of the Ruby Ridge Task Force […]).

## Hintergrund
Die Serie basiert auf den Büchern Waco: A Survivor's Story von David Thibodeau und Leon Whiteson und Stalling for Time: My Life as an FBI Hostage Negotiator von Gary Noesner, der als Geiselunterhändler des FBI Zeitzeuge war.
Im Jahr 2023 kam mit Waco: The Aftermath eine fünfteilige Fortsetzung heraus, das sich mit den Ereignissen nach der Erstürmung befasst. Es wurde ebenfalls von den Gebrüdern John Erick Dowdle und Drew Dowdle federführend produziert, auch spielten einige Schauspieler wieder mit.

## Synchronisation
Die deutschsprachige Fassung wurde von TV+Synchron in Berlin, die Dialogbücher von Thomas Rock und die Dialogregie von Michael Noack erstellt. Es gab 32 Sprechrollen.

## Episodenliste
| Originaltitel                   | Deutscher Titel        | Veröffentlichung (USA) | Deutschsprachige Veröffentlichung | Regie             | Drehbuch                        |
| ------------------------------- | ---------------------- | ---------------------- | --------------------------------- | ----------------- | ------------------------------- |
| Visions and Omens               | Visionen und Omen      | 24. Januar 2018        | 24. August 2023                   | John Erick Dowdle | John Erick Dowdle & Drew Dowdle |
| The Strangers Across the Street | Fremde Nachbarn        | 31. Januar 2018        | 24. August 2023                   | John Erick Dowdle | John Erick Dowdle & Drew Dowdle |
| Operation Showtime              | Operation Showtime     | 7. Februar 2018        | 24. August 2023                   | John Erick Dowdle | Salvatore Stabile               |
| Of Milk and Men                 | Von Milch und Menschen | 14. Februar 2018       | 24. August 2023                   | Dennie Gordon     | Sarah Nicole Jones              |
| Stalling for Time               | Zeit schinden          | 21. Februar 2018       | 24. August 2023                   | Dennie Gordon     | Salvatore Stabile               |
| Day 51                          | Tag 51                 | 28. Februar 2018       | 24. August 2023                   | John Erick Dowdle | John Erick Dowdle & Drew Dowdle |